# Зайцівська сільська територіальна громада
Зайцівська сільська територіальна громада — територіальна громада в Україні, у Синельниківському районі Дніпропетровської області. Адміністративний центр — село Зайцеве.
Площа громади — 257 км², населення — 3559 мешканців (2018).

## Історія
Громада утворена 26 травня 2017 року шляхом об'єднання Зайцівської, Кислянської та Майської сільських рад Синельниківського району.
19 липня 2020 року, в результаті адміністративно-територіальної реформи та ліквідації   Синельниківського (1923—2020)району, територіальна громада увійшла до складу новоутвореного Синельниківського району.

## Населені пункти
До складу громади входять 15 сіл: Зайцеве, Калинівка, Кам'януватка, Кислянка, Козачий Гай, Красне, Майське, Максимівка, Надія, Нове, Новомиколаївка, Очеретувате, Романівка, Тернове та Хорошеве.